# Badaälven
Badaälven, skogsälv i mellersta Värmland. Längd cirka 10 km, inkl. källflöden cirka 50 km. 
Badaälven kommer från Övre Badasjön, Mellan-Badasjön och Nedre Badasjön (116 m ö.h.) cirka 7 km öster om Torsby och strömmar först söderut, därpå åt sydväst ner till Övre Fryken (62 m ö.h., förbi Bada och Bada bruk. Fallhöjden är alltså i snitt cirka 5 m/km, vilket får betecknas som ett brant lopp. 
Ovanför Badasjön kallas Badaälven för Jolaälven, och källarmarna är Västra Jolen och Östra Jolen från utsiktsberget Hällåskullen (492 m ö.h.) strax söder om Stöllet.